# 第十四届东方风云榜
第14届东方风云榜颁奖礼，于2007年3月25日在能容纳万余人的上海大舞台隆重举行。

## 综述
本届东方风云榜设立了华语五强，旨在发掘和表彰更多的华语音乐人。各路明星亦纷纷出席，既有郑钧、王筝、水木年华、金海心、罗中旭等内地歌坛中坚力量，也有周笔畅、薛之谦、俞思远、“好男儿”等新生代人气偶像。蔡依林、陈奕迅、蔡健雅、光良等港台马新歌手亦捧场。

## 获奖名单

### 歌迷票选
- 最佳男歌手：胡彦斌
- 最佳女歌手：金海心
- 最佳乐队：天堂乐队
- 最佳组合：水木年华
- 风云人气奖：Hero组合
- 十大金曲：
  - 好男儿《年轻的战场》
  - 薛之谦《认真的雪》
  - 王筝《我们都是好孩子》
  - 周笔畅《号码》
  - 韩雪《竹林风》
  - 张敬轩《Hurt So Bad》
  - 何炅《爱自由》
  - 金海心《右手戒指》
  - 胡彦斌《诀别诗》
  - 水木年华《Forever Young》
- 东方新人：
  - 金　奖：B.I.Z 俞思远
  - 银　奖：弦子、后弦、落日郎
  - 铜　奖：钟立风、贾立怡、万茜

### 专家票选
- 最佳唱作艺人奖：张敬轩
- 最佳作词：黎瑞刚《年轻的战场》
- 最佳作曲：王筝《我们都是孩子》
- 全能艺人：何炅
- 华语五强：
  - 羽泉(内地)
  - 陈奕迅(香港)
  - 蔡依林(台湾)
  - 光良(马来西亚)
  - 蔡健雅(新加坡)
- 最佳音乐录影带奖：袁泉
- 最佳舞台演绎奖：韩雪
- 年度杰出表现奖：周笔畅
- 华语歌坛风云成就奖：费玉清